# Holm (Sydslesvig)
 For alternative betydninger, se Holm. (Se også artikler, som begynder med Holm)
Holm er en landsby og kommune beliggende på grænsen mellem gest og marsk få kilometer syd for den dansk-tyske grænse i det nordvestlige Sydslesvig. Administrativt hører kommunen under Nordfrislands kreds i den nordtyske delstat Slesvig-Holsten. Kommunen samarbejder på administrativt plan med andre kommuner i omegnen i Sydtønder kommunefællesskab (Amt Südtondern). I kirkelig henseende hører Holm under Brarup Sogn. Sognet lå i Kær Herred (Tønder Amt), da Slesvig var dansk indtil 1864.

## Geografi
Landsbyen ligger ved Gudskogstrømmen på gesten, dog strækker sig kommunens areal mod vest hen mod Gudskogen. En del af gårdene der ligger på opkastede varfter. Der kan nævnes Holmmark (Holmfeld) og Holm Gudskog (Holm Gotteskoog). I omegnen ligger landsbyerne Ophusum (Uphusum), Brarup (Braderup) og Bosbøl (Bosbüll)

## Historie
Holm er første gang nævnt 1497 (Dipl. Flensb.). Stednavnet forklares ved beliggenheden på eller ved en holm, et af vand, kær, skov eller eng omgivet stykke land.